# Tangkas Juniors 2013
Das Tangkas Juniors 2013 als bedeutendstes internationales Nachwuchsturnier von Indonesien im Badminton fand vom 26. bis zum 31. August 2013 in Jakarta statt.

## Sieger und Platzierte
| Disziplin    | Gold                                    | Silber                                       | Bronze                                          |
| ------------ | --------------------------------------- | -------------------------------------------- | ----------------------------------------------- |
| Herreneinzel | Anthony Ginting                         | Rico Hamdani                                 | Phạm Cao Cường                                  |
| Herreneinzel | Anthony Ginting                         | Rico Hamdani                                 | Eska Rifan Jaya                                 |
| Dameneinzel  | Fitriani                                | Gregoria Mariska Tunjung                     | Thamolwan Poopradubsil                          |
| Dameneinzel  | Fitriani                                | Gregoria Mariska Tunjung                     | Arinda Sari Sinaga                              |
| Herrendoppel | Rizko Asuro Wildan Atmaja               | Muhammad Rian Ardianto Clinton Hendrik       | Althof Baariq Reinard Dhanriano                 |
| Herrendoppel | Rizko Asuro Wildan Atmaja               | Muhammad Rian Ardianto Clinton Hendrik       | Fajar Alfian Yantoni Edy Saputra                |
| Damendoppel  | Uswatun Khasanah Masita Mahmudin        | Setyana Mapasa Rosyita Eka Putri Sari        | Pacharapun Chochuwong Chanisa Teachavorasinskun |
| Damendoppel  | Uswatun Khasanah Masita Mahmudin        | Setyana Mapasa Rosyita Eka Putri Sari        | Sinta Arum Antasari Linda Mutiara Pertiwi       |
| Mixed        | Kevin Sanjaya Sukamuljo Masita Mahmudin | Ricky Alverino Sidharta Ristya Ayu Nugraheny | Tang Chun Man Ng Wing Yung                      |
| Mixed        | Kevin Sanjaya Sukamuljo Masita Mahmudin | Ricky Alverino Sidharta Ristya Ayu Nugraheny | Aji Firmansyah Bunga Fitriani Romadhini         |